# Atarba marginata
Atarba marginata är en tvåvingeart som beskrevs av Edwards 1928. Atarba marginata ingår i släktet Atarba och familjen småharkrankar. Inga underarter finns listade i Catalogue of Life.